# Dana Delany
Dana Welles Delany (sinh ngày 13 tháng 3 năm 1956) là một diễn viên truyền hình và điện ảnh người Mỹ.
Sau nhiều vai diễn khác nhau khi bắt đầu sự nghiệp, năm 1987, Dana Delany nhận được vai diễn chính đầu tiên trong Sweet Surrender của NBC. Năm 1988–1991, bà nổi tiếng hơn với vai Colleen McMurphy trên phim truyền hình China Beach của đài ABC, và nhờ đó đã thắng hai giải Emmy. Sau đó, tên tuổi bà càng sáng hơn qua những bộ phim điện ảnh Light Sleeper (1992), Tombstone (1993), Exit to Eden (1994), The Margaret Sanger Story (1995), Fly Away Home (1996), True Women (1997) và Wide Awake (1998). Từ giữa thập niên 1990, Delany tham gia tổ chức nghiên cứu căn bệnh xơ cứng bì.
Thập niên 2000, bà trở lại màn ảnh nhỏ với các series truyền hình Pasadena (2001), Presidio Med (2002–2003), và Kidnapped (2006-2007). Năm 2007 - 2010, Dana Delany đóng vai Katherine Mayfair trong series Desperate Housewives của đài ABC. Năm 2011, bà đóng vai chính Megan Hunt trong series Body of Proof cũng của ABC.
Dana Delany còn là một diễn viên lồng tiếng. Bà đã lồng giọng Lois Lane trong series hoạt hình DC Animated Universe và The Batman.